# Naomi Akimoto
Yumi Hirasawa (平沢 優美 Hirasawa Yumi?,  Matsumoto, Prefectura de Nagano, 13 de enero de 1963), más conocida bajo su nombre artístico de Naomi Akimoto (秋本 奈緒美 Akimoto Naomi?), es una actriz y cantante japonesa, afiliada a Staff-up Group.

## Biografía
Hirasawa nació el 13 de enero de 1963 en la ciudad de Matsumoto, Nagano. Asistió a la Matsusho Gakuen High School y se graduó del Matsusho Gakuen Junior College (hoy en día la actual Universidad de Matsumoto). En 1982, Hirasawa debutó como cantante de Smooth Jazz bajo el auspicio de Being, Inc. y tomando el nombre artístico de Naomi Akimoto. En 1983, Akimoto adquirió popularidad tras convertirse en una de las primeras anfitrionas del programa de televisión, All Night Fuji (Fuji TV), junto a Mari Torigoe.
En 1986, Akimoto contrajo matrimonio con el productor musical Daisuke Hinata; sin embargo, la pareja se divorciaría cuatro años más tarde. En 2003, nuevamente contrajo matrimonio con el actor Atsushi Harada, quien es dieciséis años menor que Akimoto y con quien coprotagonizó la serie Tadaima Manshitsu.

## Filmografía
| - Sudden Shock! Monster Bus (1988) como Reiko - Top Stewardess Monogatari (1990), serie - Konoyo no Hate (1994) como Kyoko Tanabe (serie) - Furuhata Ninzaburô (1996) como Hinako Mukai (serie) - Gekai Hiiragi Matasaburō (1996) como Minae Aoshima (miniserie) - Atashi wa Juice (1996) - Mōri Motonari (1997) como Kaori (serie) - Kyōtarō Nishimura's Travel Mystery 31 (1997), película para la televisión - Hasen no marisu (1999) como Aso, Kayoko - Romance (1999) como Mujer de Kotaro - Taxi Driver no Suiri Nisshi 13 (2000), película para la televisión - Tadaima manshitsu (2000), serie - Kaseifu ha mita! 18 (2000) como Midori Mizuhara, película para la televisión - Furin chôsain Katayama Yumi 2: Kyoto - Tottori wain shinchū no nazo! (2001), película para la televisión - Madogiwa shinkin man no jiken chōbo (2002), película para la televisión - The Man in White Part 2: Requiem for the Lion (2003) - The Man in White (2003) - Maboroshi no suiri sakka: Noto satswujin gyō (2003), película para la televisión - Seventh Anniversary (2003) como Nana - The Locker 2 (2004) como Enfermera - Gachapon (2004) - Sodom the Killer (2004) - Nibanme no Kanojo (2004) - The Tax G-Men 12 (2005), película para la televisión - Watasareta bamen (2005) como Keiko, película para la televisión - Yonimo kimyō na monogatari: Aki no tokubetsu-hen (2005), película para la televisión - Onna keiji mizuki: Kyôto rakunishisho monogatari (2005) como Aoi, serie - Fugō keiji deluxe (2006) - Love My Life (2006) como San Senba - Tokumei kakarichō Tadano Hitoshi (2007) como Kimiko koda - Watch with Me: Sotsugyou shiashin (2007) | - Kekkon sagishi (2007) como Sumiko Mastukawa - Tokyo Girl (2008) como Taeko Fujisaki, película para la televisión - 4 shimai tanteidan (2008) como Kaori Tabuchi, serie - Kagari keibuho no jikenbo 4: Koto Kamakura Kiseki no seki satsujin suimyaku (2008), película para la televisión - Mama no kamisama (2008) como Misako Kojima, serie - Fukidemono to imouto (2008) como Miwako, película para la televisión - Taiyō to Umi no Kyōshitsu (2008) como Eri Tsuguhara, serie - Room of King (2008) como Maria Hijikata, serie - Shōni kyûmei (2008), serie - Kita arupusu sangaku kyûjotai Shimon Ikki 11: Tanigawadake Shiroumadake Jōnendake Nazo no satsujin messeji (2009), película para la televisión - Kujira: Gokudo no Shokutaku (2009) - Geisha Koharu Nê san funtôki 6: Kaga vs Edo yuuzen satsujin jiken (2009), película para la televisión - Andante: Ine no senritsu (2010) como Itsuko Horikawa - Thanatos (2011) - The Third Woman (2011), película para la televisión - Atsuhime nanba 1 (2012) - Actresses (2012) como Akiko Kaga - Kōiki keisatsu 3 (2012) como Hiromi Isomura, película para la televisión - Jellyfish (2013) - Lieutenant Kenzō Yabe (2013), serie - Deep Red Love (2013) - Hanasaki Mai ga damatteinai (2014), serie - Michinoku menkui kisha Miyazawa Ken'ichirō 3 (2014), película para la televisión - Time Spiral (2014), miniserie - Matsumoto Seichō Mystery Jidaigeki (2015), miniserie - Minami-kun no Koibito (2015), miniserie |

## Discografía

### Álbumes
- ROLLING 80'S (1982)
- ONE NIGHT STAND (1982)
- THE 20th ANNIVERSARY (1982)
- 4 SEASON (1983)
- POISON 21 (1984)
- ACT 13 (1984)
- Suisaiga (1984)
- Portrait
- Split Finger First Lady
- Golden☆Best (2015)

### Sencillos
- Silent Communication (1982)
- BEGINNING (1983)
- Jentoru ja i rarenai (1984)